# Maíz Nal Tel de Altura
El maíz Nal Tel de Altura es una variedad del maíz (Zea mays) cultivado en zonas montañosas de Oaxaca, Chiapas (México) y Guatemala.

## Características
Se trata de una de las 4 variedades de maíz de Guatemala, junto con el maíz Serrano, el maíz Negro de Chimaltenango y el maíz quicheño, y una de las 64 variedades de maíz de México.

### Cultivo

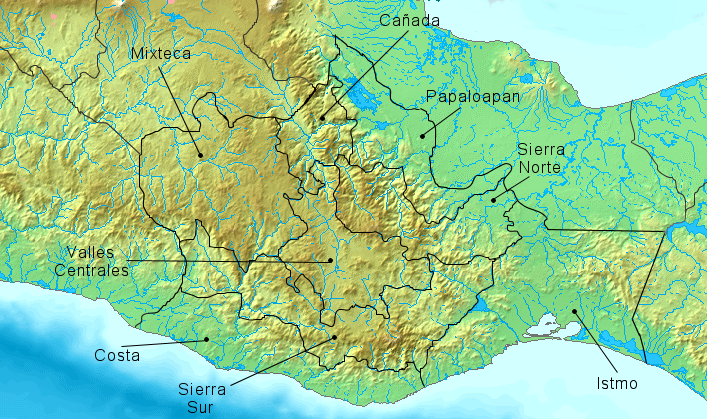
Regiones de Oaxaca.

En Oaxaca, esta variedad se planta en las áreas montañosas por encima de los 1000 m s. n. m. en las regiones de la Sierra de Flores Magón, la Costa oaxaqueña, Papaloapan, la Región mixteca, la Sierra Sur y los Valles Centrales.
En Chiapas, uno de los estados más biodiversos en cuanto a razas de maíz, se cultiva escasamente en las regiones montañosas de Los Altos y Motozintla.